# Johann Gottfried Piefke

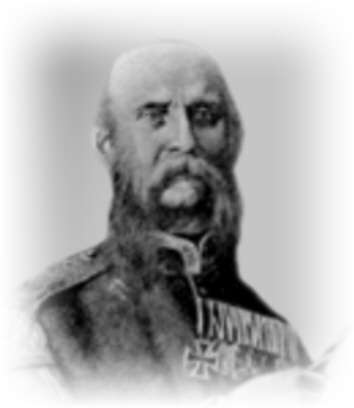
Johann Gottfried Piefke

Johann Gottfried Piefke, född 9 september 1815 i Schwerin an der Warthe, Preussen (nuvarande Polen), död 25 januari 1884 i Frankfurt an der Oder, var en tysk militärmusiker och kompositör. Bland Piefkes mer kända marscher märks Preußens Gloria och Königgrätzer Marsch.

## Biografi
Piefke föddes 1815 i staden Schwerin an der Warthe i dåvarande Preussen och blev 1843 musikdirektör vid Leib-Grenadier-Regiment Nr 8 i Frankfurt an der Oder, något som han skulle förbliva under resten av sitt liv. Inom musikkåren kom senare hans yngre bror Rudolf Piefke att inleda sin karriär.
Många av Piefkes mer framstående marscher komponerades under de dansk-tyska och tyska enhetskrigen under 1860-talen. Bland annat under slaget vid Königgrätz så komponerade Piefke Königgrätzer marsch som uruppfördes redan på kvällen samma dag som slaget vid taffeln. Han utmärkte sig även genom att dirigera fyra musikkårer i Beethovens Marsch des Yorck'schen Korps med sabeln vid stormningen av Dybböls skansar 1864, detta sedan hans taktpinne blivit bortskjuten.
Piefke kom som sagt att fortsätta verka ända fram till sin död vid 68 års ålder 1884. Han kom under sin livstid att komponer cirka 60 marscher varav 10 stycken blev införda i den preussiska armémarschsamlingen (Armeemarschsammlung).

## Verk
Ett urval av Piefkes verk:
- Der Alsenströmer (AM II, 190)
- Düppeler Schanzen-Marsch (AM II, 185)
- Gitana-Marsch (AM II, 164)
- Königgrätzer Marsch (AM II, 195)
- Margarethen-Marsch
- Pochhammer-Marsch (AM II, 137)
- Preußens Gloria (AM II, 240)
- Siegesmarsch (AM II, 189)